# Генерал-майор танковых войск
Генерал-майор танковых войск (Генерал-майор ТВ) — воинское звание высшего командного и начальствующего состава РККА и офицерского состава СА танковых войск (ранее АБТВ, БТиМВ и БТВ) Вооружённых Сил Союза ССР.
Звание было введено 07.05.1940 указом Президиума Верховного Совета СССР «Об установлении воинских званий высшего командного состава Красной Армии» и приказом Наркома обороны, в связи с увеличением количественного состава автомобильных, танковых и механизированных формирований в ВС Союза ССР.
Должностная категория для командиров механизированной дивизии, танковой дивизии, заместителей начальника АБТВ армии и других должностей в вышестоящих органах управления танковых войск.
Указом Президиума Верховного Совета СССР от 26.04.1984 из воинских званий генералов родов войск (артиллерии, танковых войск, инженерных войск, войск связи и технических войск) исключалось наименование рода войск — таким образом звание унифицировалось с общеармейским генерал-майором.

### Знаки различия
Воинское звание генерал-майор танковых войск имело знаки различия: петличные знаки до февраля 1943 года, потом погоны.
- Петличный знак генерал-майора танковых войск РККА с 1940 года по февраль 1943 года.
- Повседневный погон генерал-майора ТВ Советской Армии ВС СССР с февраля 1943 года по 1955 год.
- Парадный погон генерал-майора ТВ Советской Армии ВС СССР.

## Галерея
- В. Т. Вольский один из первых генерал-майоров танковых войск РККА ВС СССР, на тот момент помощник начальника Военной академии механизации и моторизации РККА им. Сталина, видны петличные знаки различия.